# Parc d'État de Wailua River
Le parc d’État de Wailua River et le complexe de heiaus de Wailua, qu’il comprend, sont situés sur le côté est de l’île hawaïenne de Kauai. Le parc se compose principalement de la vallée de la rivière Wailua, qui est la seule rivière navigable à Hawaï. Les visiteurs de ce parc peuvent faire du kayak, des croisières en bateau et explorer la forêt tropicale. Même les bateaux à moteur et le ski nautique sont autorisés sur la rivière. 

## Complexe de heiaus de Wailua
Le complexe de heiaus de Wailua, un monument historique national, était autrefois le centre du pouvoir principal sur l’île. Il contient les restes de plusieurs structures importantes : lieux de culte (heiaus), lieux de refuge (puʻuhona) et les sites liés aux naissances royales. Les sites les plus importants sont : 
- le heiau de Hikinaakalā (Lever du Soleil), qui comprend le lieu Hauola de refuge et les pétroglyphes de Kiʻi Pohaku, à l’embouchure de la rivière à côté du parc d’État de Lydgate[3] ;
- Malae, également connu sous le nom de Malaea ou Makaukiu ou Mana Heiau, un énorme heiau luakini (temple sacrificiel) rectangulaire de près de 120 mètres de long sur le côté sud de la rivière juste au-dessus de la route 56 ;
- le heiau de Holoholokū, également connu sous le nom Kalaeokamanu, à côté du pōhaku hoʻohānau (« pierre de naissance ») et pōhaku piko (« pierre ombilicale »), où les femmes de haut rang respectivement donnaient naissance, et enterraient leur placenta et le cordon ombilical ;
- le heiau luakini (temple sacrificiel) de Poliʻahu, sur l’arête étroite entre le courant Ōpaeka et la rivière Wailua ;
- la cloche (sur la même crête), utilisée pour annoncer des événements importants, tels que les naissances royales.

Parmi ceux-ci, seul Holoholokū a été largement restauré.

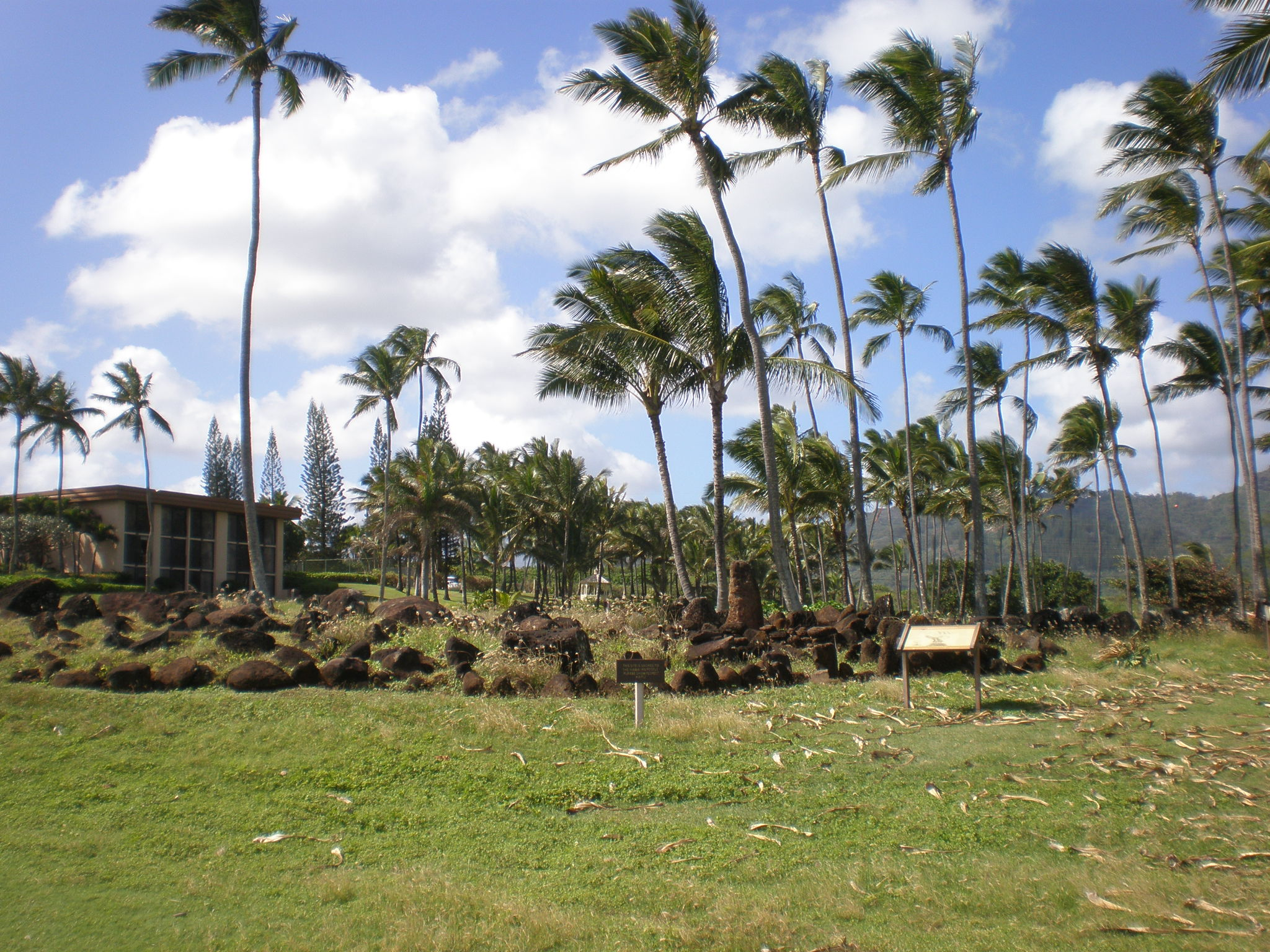
Heiau de Hikinaakalā.
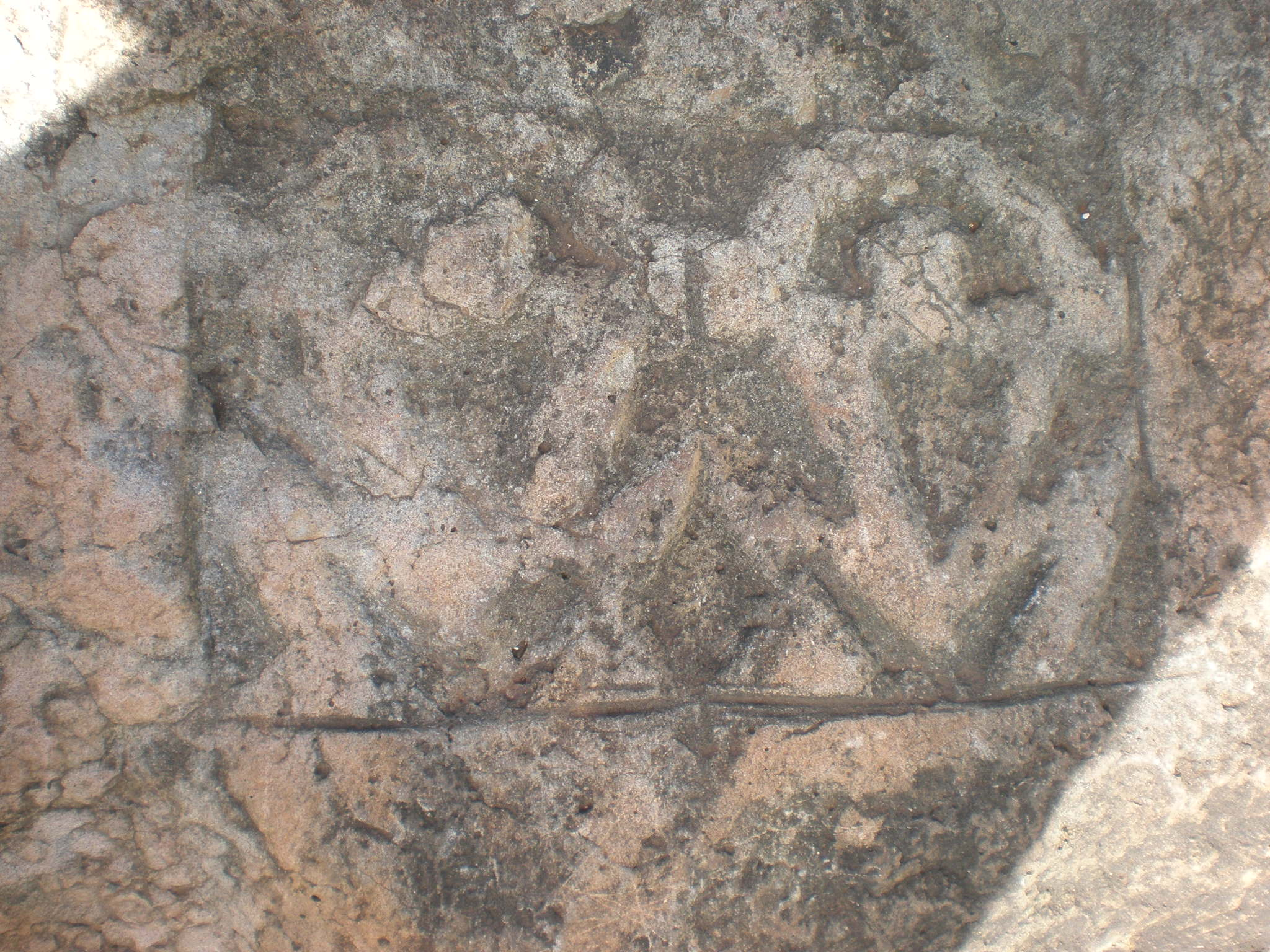
Pétroglyphes de Kiʻi Pohaku.
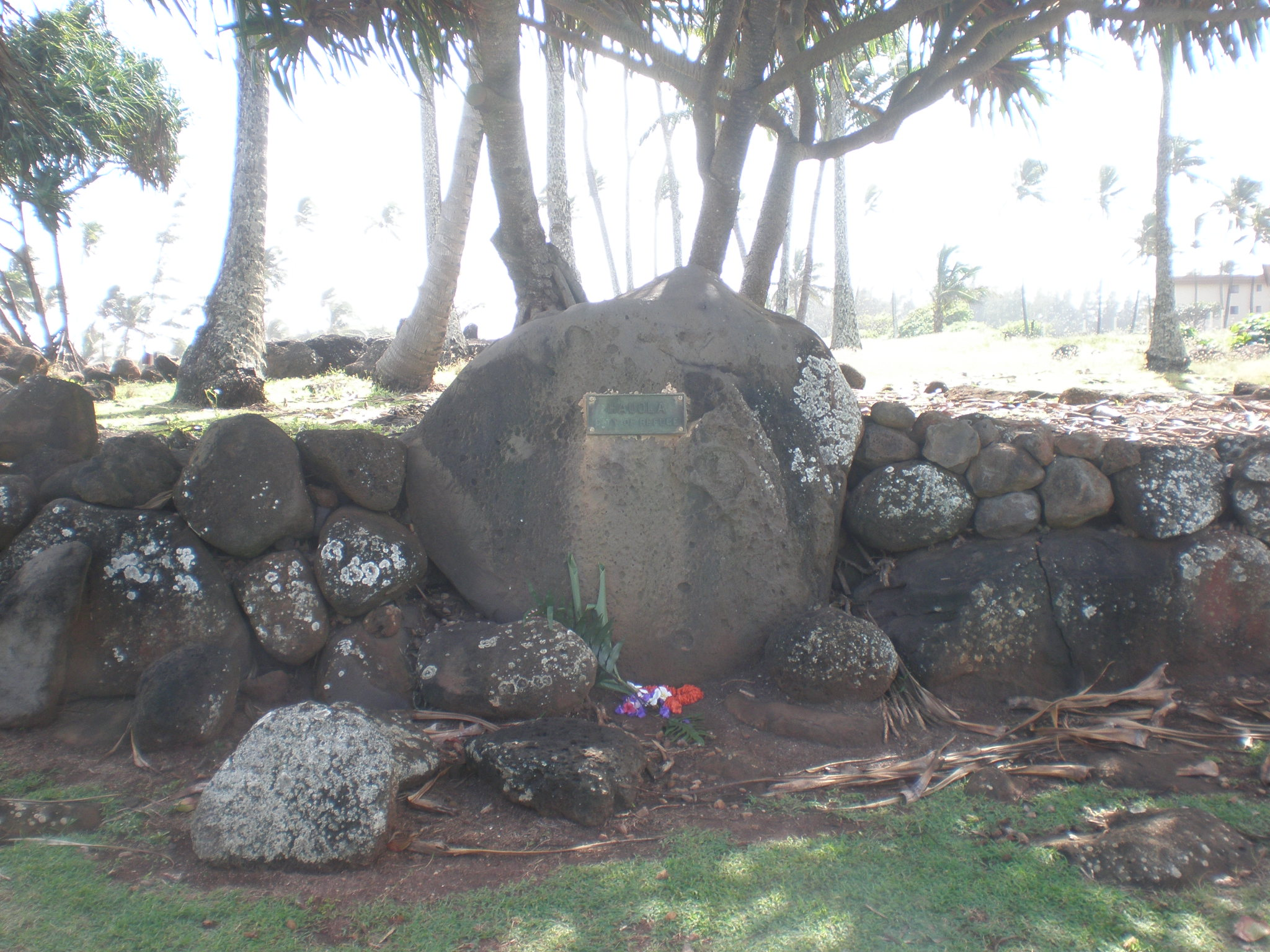
Autel du heiau de Hauola.
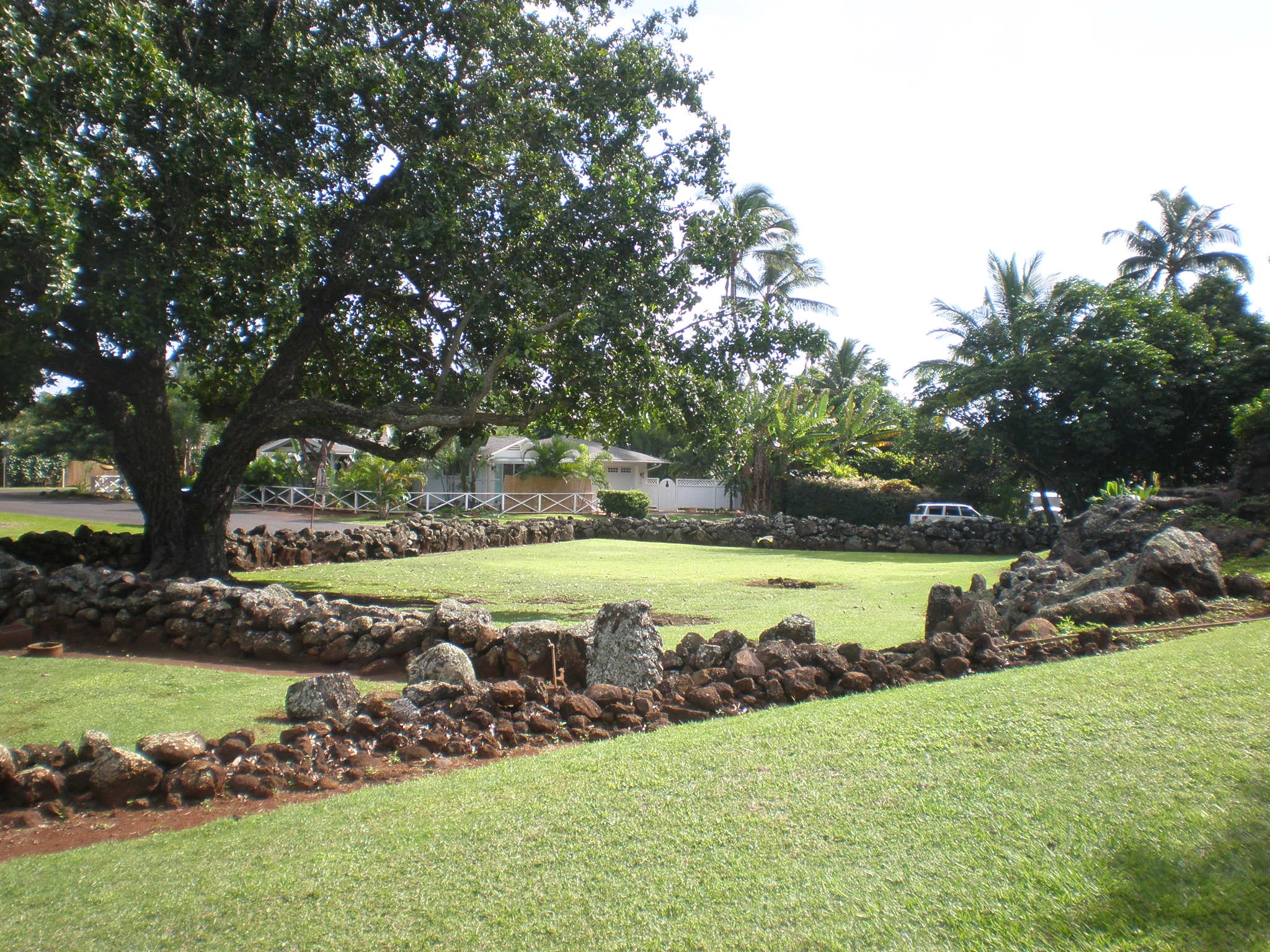
Heiau de Ka Lae O Ka Manu (site des pierres de naissance).
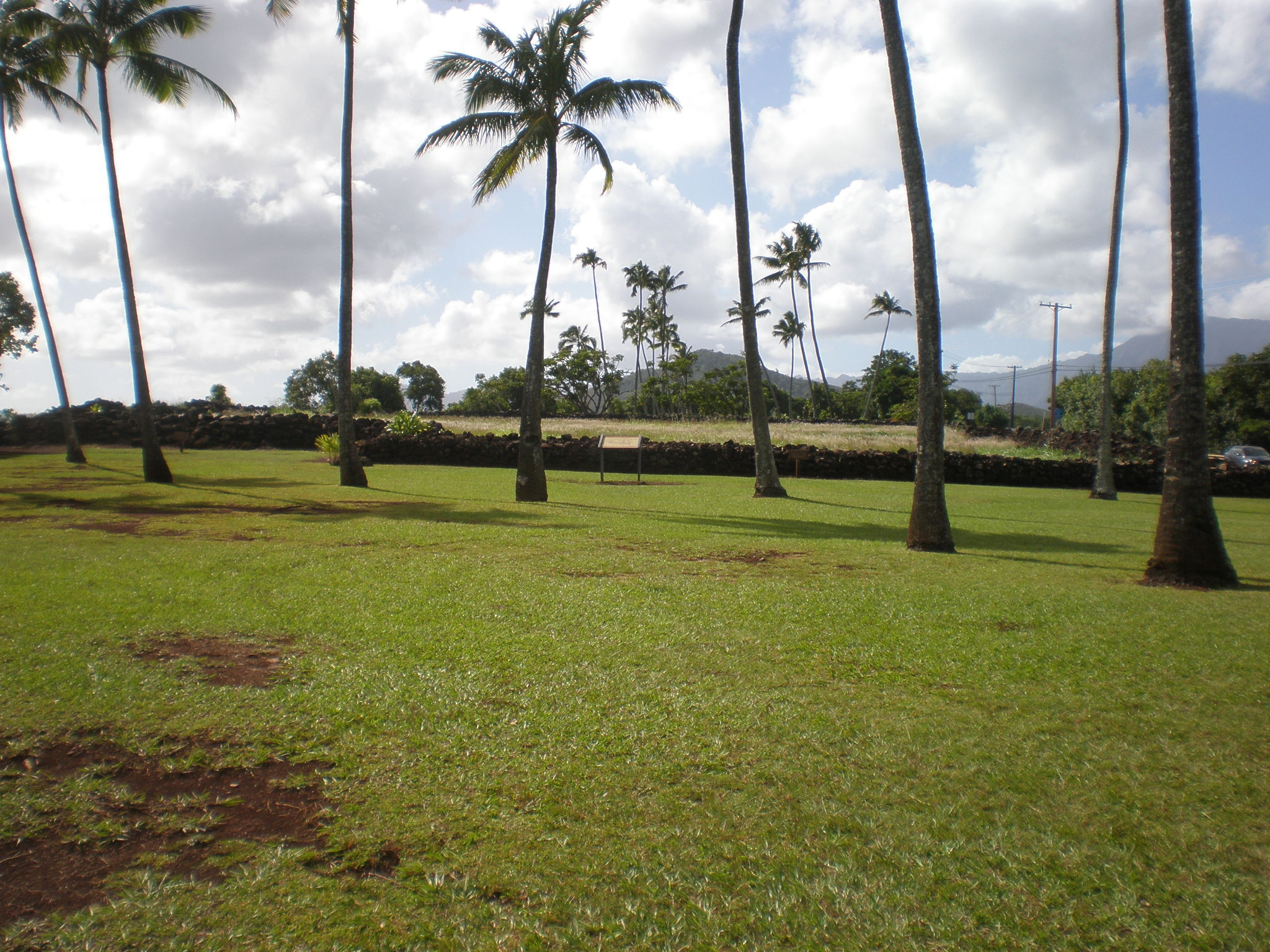
Heiau de Poliʻahu (côté terres).
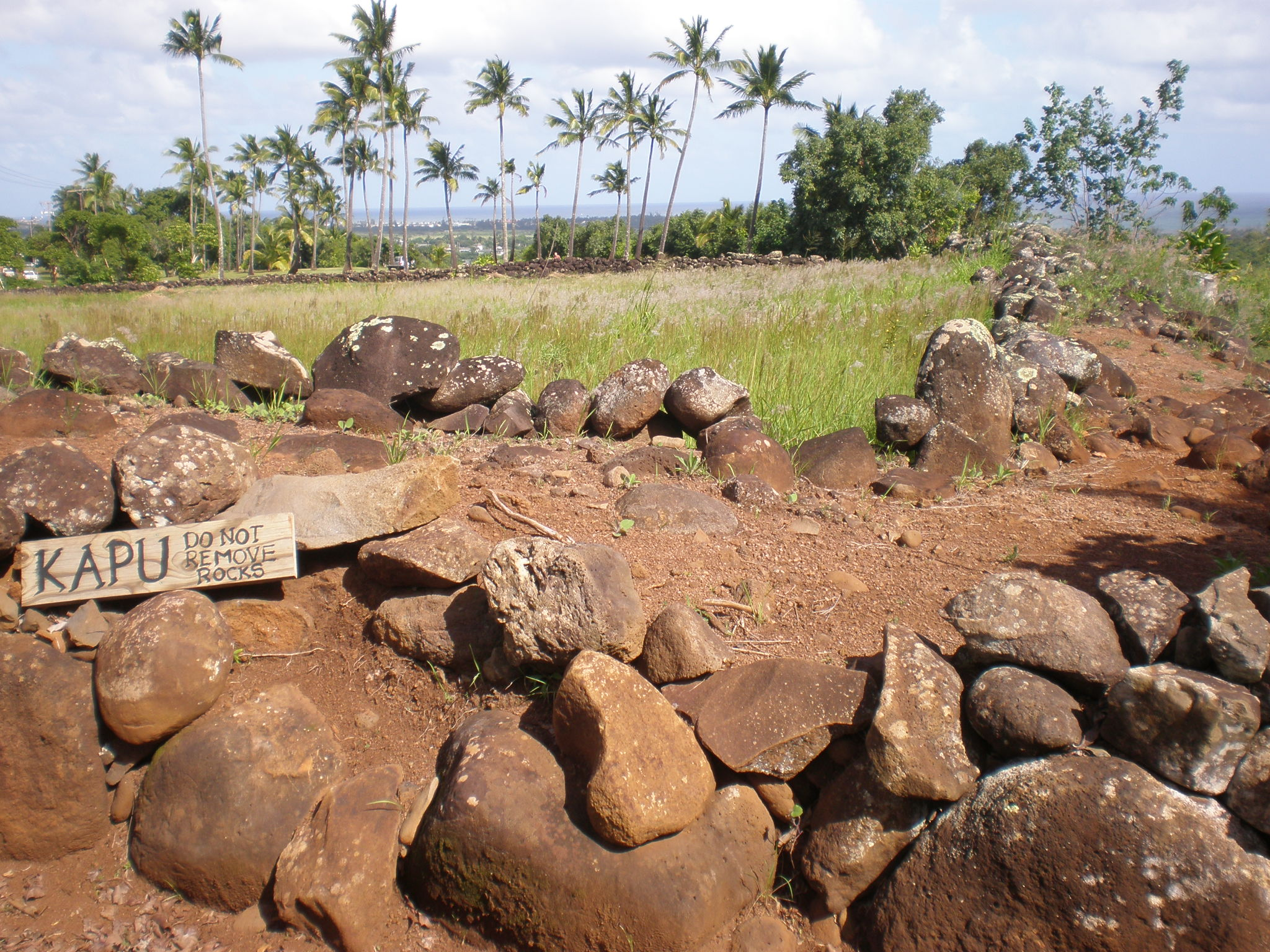
Heiau de Poliʻahu (côté océan).
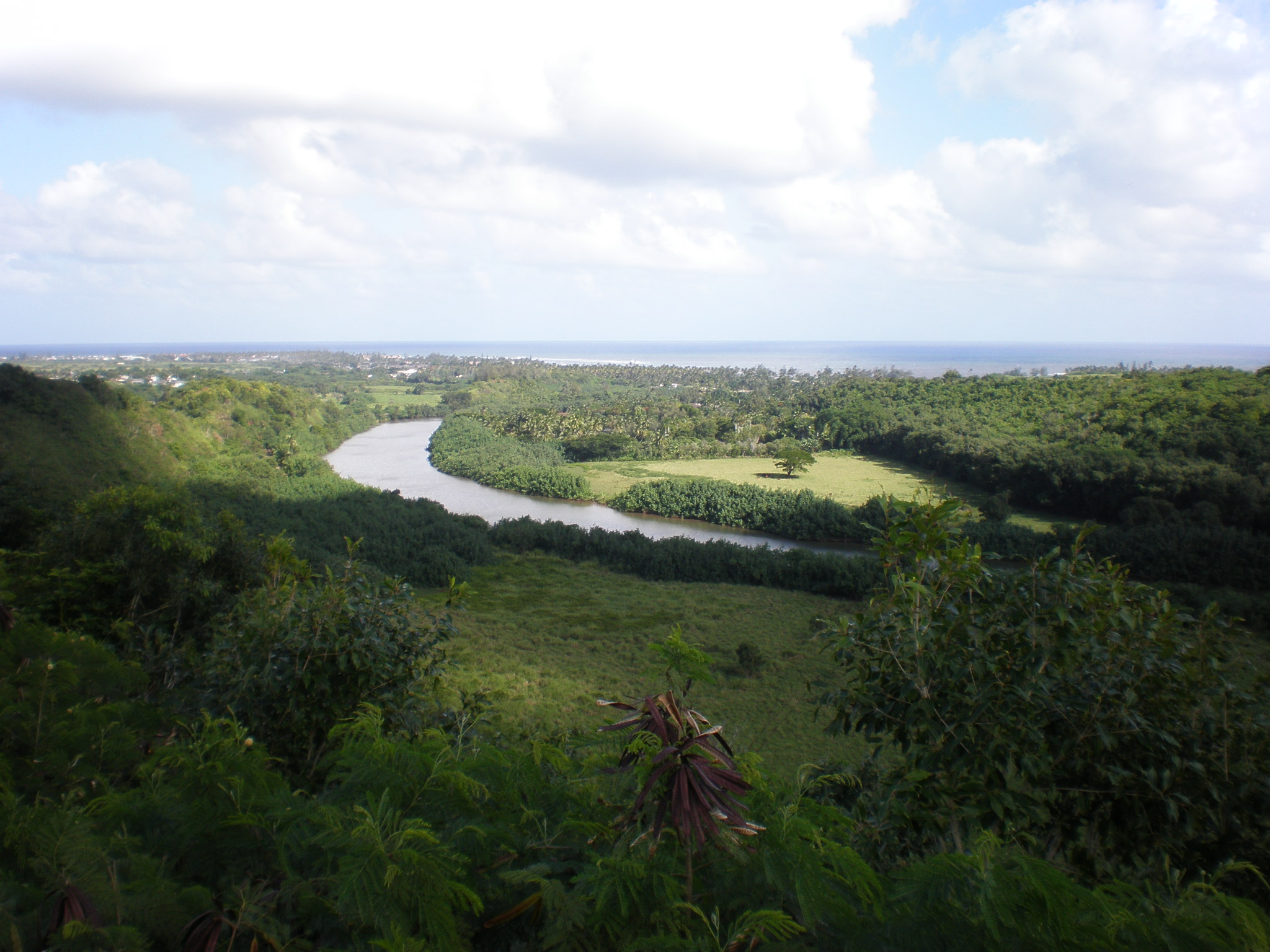
Vue de l’embouchure de la rivière Wailua et colline du heiau de Malae.
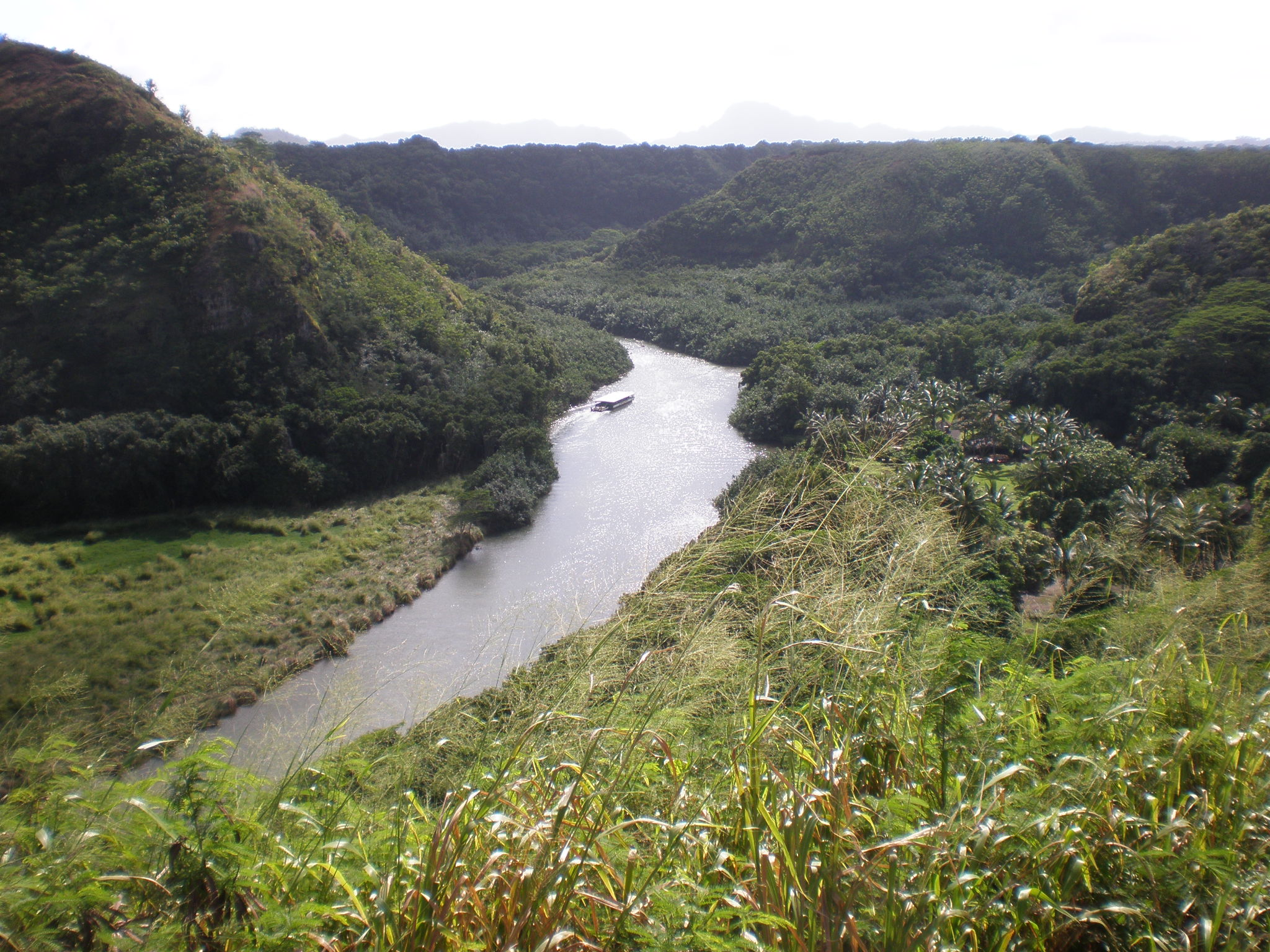
Vue de la rivière Wailu depuis le heiau de Poliʻahu, village de Kamokila (à droite) et grotte des Fougères.
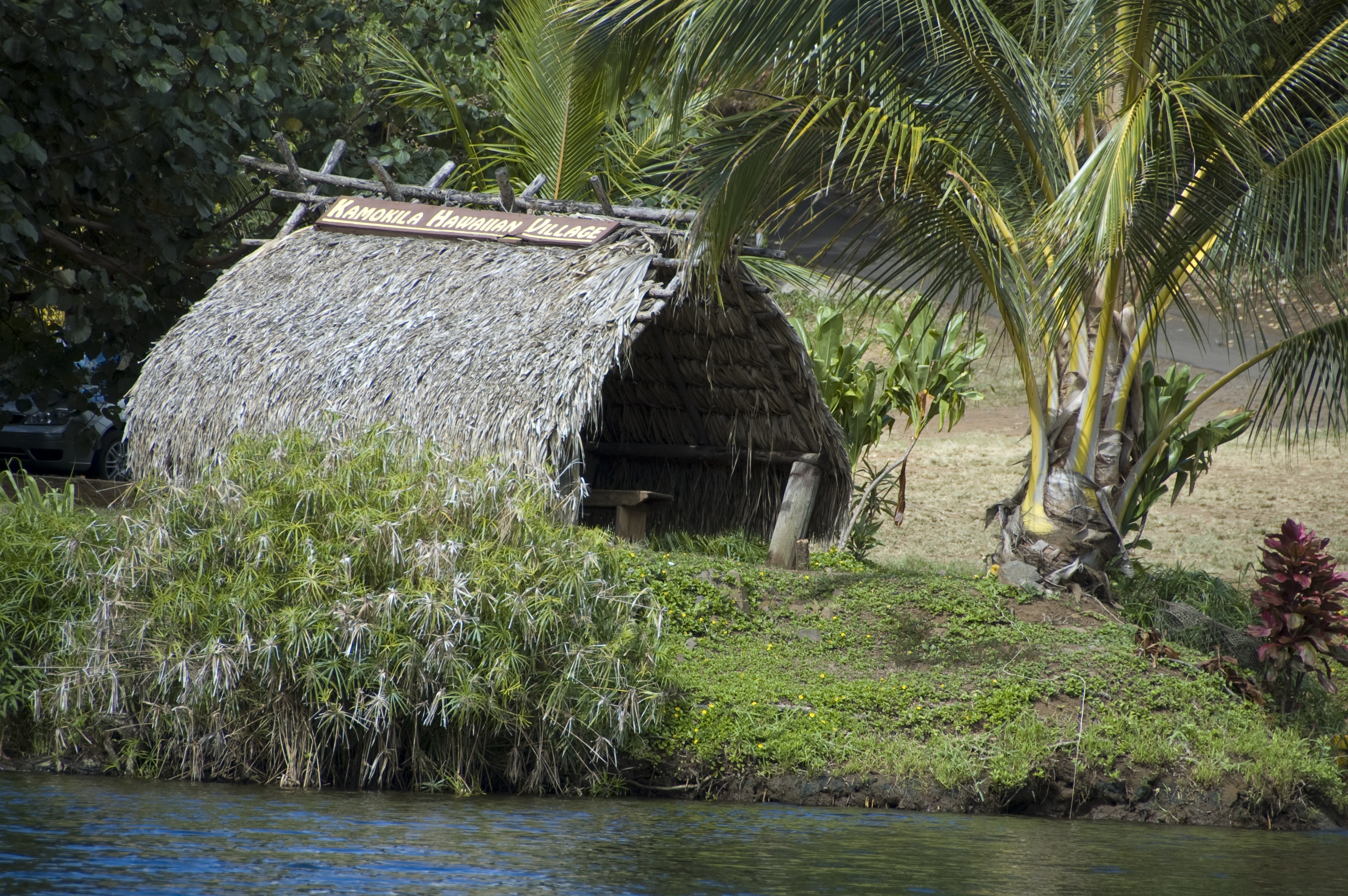
Village hawaïen de Kamokila.
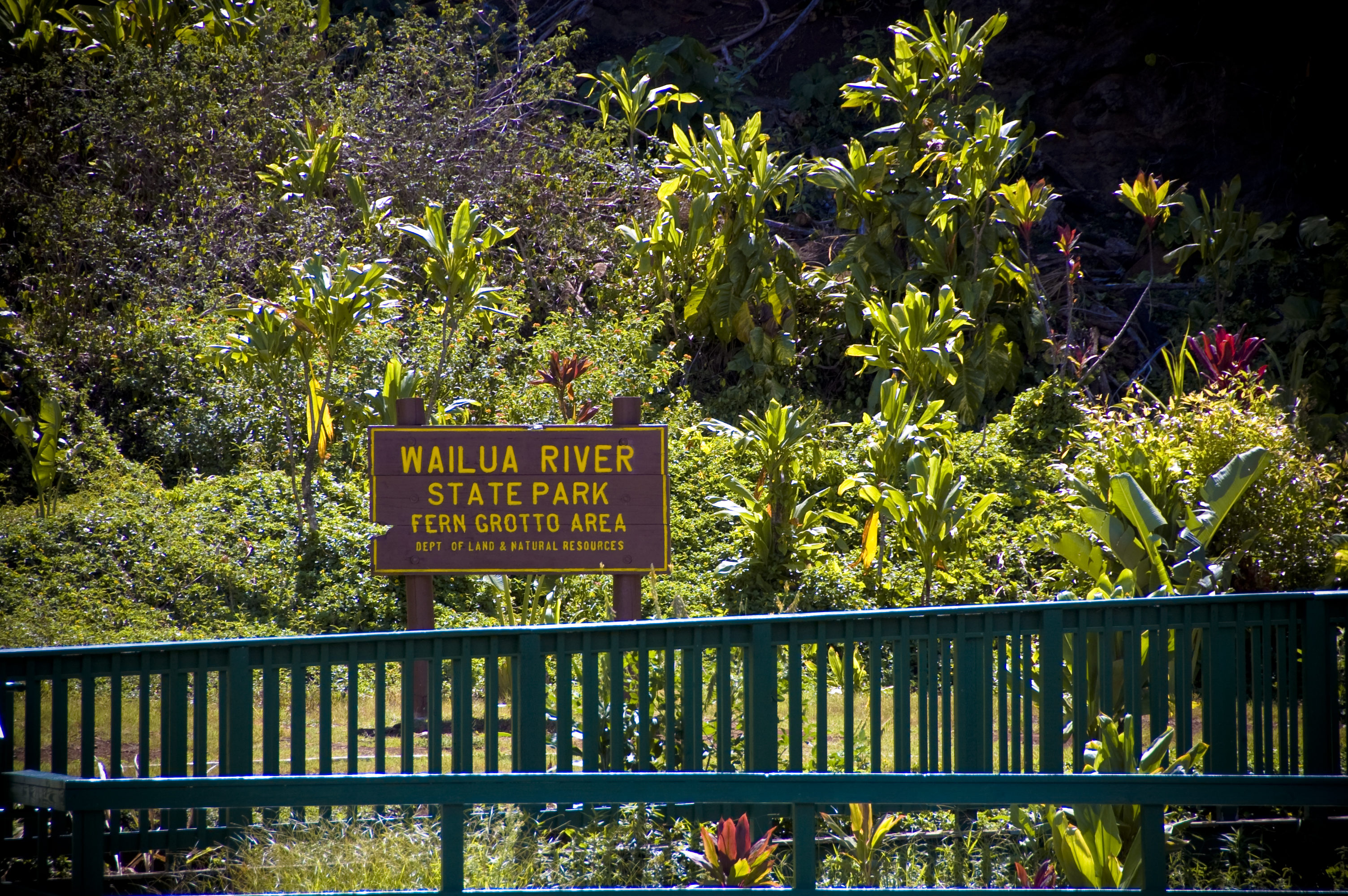
Grotte des Fougères (Fern Grotto).
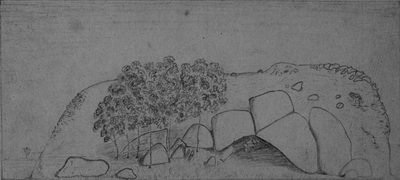
Croquis par Hiram Bingham (en).

## Histoire
Wailua était la terre des aliʻi (rois) et a été l’une des plus grandes ahupuaʻa (subdivisions) sur Kauai. On dit que le lieu de vie préféré du roi Kaumualiʻi était à Wailua. Il y a des heiaus de l’embouchure de la rivière jusqu’au sommet du mont Waiʻaleʻale. On dit que les huakaʻi po (guerriers fantômes) parcourent la nuit d’anciens sentiers le long du fleuve jusqu’au mont Waiʻaleʻale. Wailua a de nombreuses légendes à ce sujet et abritait autrefois de nombreux Hawaïens. 

## Voir également
- Liste des parcs d'État hawaïens